# Tectopontonia maziwiae
Tectopontonia maziwiae är en kräftdjursart som beskrevs av Bruce 1973. Tectopontonia maziwiae ingår i släktet Tectopontonia och familjen Palaemonidae. Inga underarter finns listade i Catalogue of Life.